# ایرانیان روسیه
ایرانیان روسیه به اقوام مهاجر ایرانی گفته می‌شود که به روسیه مهاجرت کرده‌اند، با توجه به آخرین سرشماری قومی که در سال ۲۰۱۰ میلادی توسط سازمان آمار روسیه صورت پذیرفت، جمعیت فارسی زبانان ایرانی که تبعه و شهروند قانونی فدراسیون روسیه می‌باشند ۳٬۶۹۶ نفر اعلام شد.
با توجه به اینکه سرشماری در فدراسیون روسیه بر پایه زبان و قومیت صورت می‌پذیرد، ایرانیان آذربایجانی در داخل آذربایجانی‌های روسیه و گیلک‌ها و مردم تالش در گروه گیلانیان روسیه یعنی گیلک ها و تالش های  روسیه قرار می‌گیرند اما گاهی اوقات گیلک ها و تات های روسیه در گروه فارسی زبانان قرار می‌گیرند  ،  کردها نیز در گروه قومی کردهای روسیه شمارش می‌شوند.

## توضیحات
1. ↑  البته برخی از فارسی زبانان به صورت مهاجرت‌های فصلی (کار و تحصیل) نیز در روسیه سکونت دارند.